# Gesellschaftsbrauerei Viechtach
Die Gesellschaftsbrauerei GBV (auch Viechtacher) war bis zur Einstellung des Betriebes 2024 eine Bierbrauerei im niederbayerischen Viechtach, einer Stadt im Landkreis Regen. Die Brauerei hatte 2008 eine Jahresproduktion von 20.000 Hektolitern.

## Geschichte
Die Brauerei wurde 1553 gegründet. Ihren heutigen Namen erhielt sie etwa 1920, als mehrere Wirte der Region das Brauhaus gemeinsam betrieben. Am 10. Januar 1951 wurde die Rechtsform OHG eingetragen, am 1. Dezember 2005 erfolgte die Umfirmierung zur GmbH. Nach mehreren gescheiterten Versuchen erfolgte am 15. November 2018 der Verkauf der Brauerei an Markus Grüsser, Christian Reidel und Martina Holzeder zu gleichen Teilen.
Aufgrund finanzieller Probleme musste die Gesellschaftsbrauerei am 19. Juni 2024 Insolvenz anmelden. Wenige Wochen später, zum 31. Juli 2024, wurde der Betrieb nach 471 Jahren eingestellt. Die Immobilien der Brauerei sowie die Markenrechte wurden zuvor bereits verkauft. Die Biere der Brauerei werden künftig von der Hofmark Brauerei weiter gebraut und vertrieben.

## Biere
Die Produktpalette umfasst die Biersorten Viechtacher Vollbier Hell, Viechtacher Hefe Weizen, Viechtacher Hefe Weizen Hell, Viechtacher Leichtes Weizen, Viechtacher Alt Dunkel, Viechtacher Märzen, Viechtacher Festbier, Viechtacher Bergkristall Pils, Viechtacher Leichte und Viechtacher Bock Dunkel.
Das Bier wurde mit Zutaten aus Bayern in offenen Bottichen vergoren und nicht gefiltert. Abgefüllt wurde in Kronkorkenflaschen als auch in Bierfässern.

## Sonstiges
Die Brauerei war Mitglied im Brauring, einer Kooperationsgesellschaft privater Brauereien aus Deutschland, Österreich und der Schweiz.